# Friedrich Gottlob Keller
Friedrich Gottlob Keller (Hainichen, 27 giugno 1816 – Krippen, 8 settembre 1895) è stato un inventore tedesco che (contemporaneamente a Charles Fenerty) inventò il processo di fabbricazione di pasta di legno da utilizzare nella produzione della carta.
È ampiamente conosciuto per la sua macchina per il taglio del legno (usata per estrarre le fibre necessarie per spappolare il legno). A differenza di Charles Fenerty, F.G. Keller ottenne un brevetto per la sua invenzione del taglio del legno.

## Biografia
Keller trascorse l'infanzia e la giovinezza lavorando per suo padre come tessitore e produttore di licci ad Hainichen in Sassonia (Germania nord-orientale), ma non era soddisfatto poiché il suo interesse era rivolto alle macchine. Keller portava con sé un "libro delle idee", dove annotava diversi tipi di macchine. Aveva abbonamenti a molte delle principali pubblicazioni sulle macchine ed era molto ferrato nelle scienze della meccanica. Negli ultimi anni della sua vita si ricordò di un articolo letto in gioventù sul lavoro del matematico francese René Antoine Ferchault de Réaumur. Si interessava molto alle opere di Réaumur ed era curioso dei suoi sforzi per trovare un metodo per produrre carta dagli alberi. Lo stesso Réaumur non perseguì mai l'idea (in seguito disse nel 1742: "Mi vergogno di non aver ancora provato questo esperimento [di fabbricazione della carta dagli alberi] poiché sono passati più di vent'anni da quando ne ho capito l'importanza e da quando l'ho annunciato."). Era un'idea che era rimasta con Keller. Nel 1841 il venticinquenne Keller annotò nel suo "libro delle idee" un progetto per una macchina per tagliare il legno in grado di estrarre le fibre dagli alberi da utilizzare nella produzione di carta. 

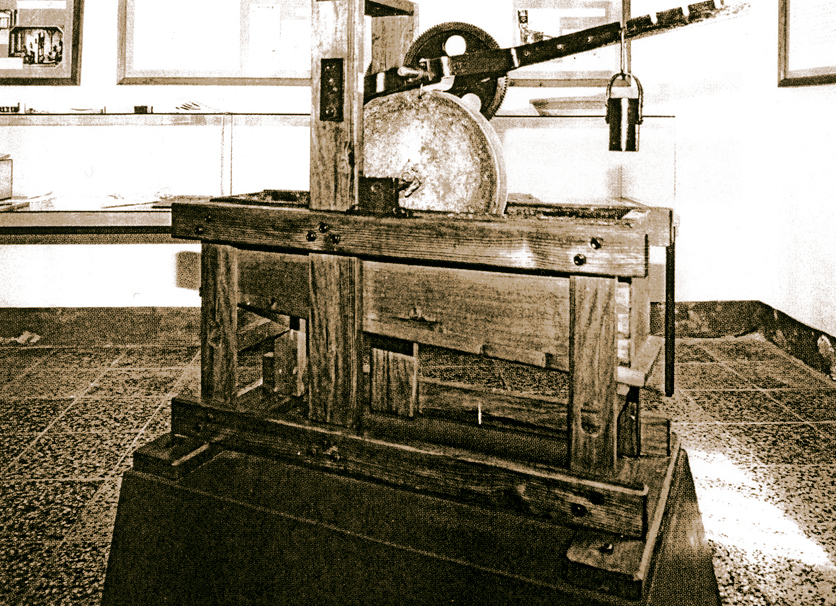
La rettificatrice per legno di F.G. Keller c.1854

## L'invenzione di Keller
Prima che la pasta di legno diventasse ampiamente disponibile, la carta veniva prodotta con gli stracci, che erano una risorsa limitata. Nel XVIII secolo lo scienziato francese René Antoine Ferchault de Réaumur suggerì che la carta potesse essere prodotta anche dagli alberi. Sebbene lui stesso non l'avesse mai sperimentato, la sua teoria catturò l'interesse di altri, vale a dire di Matthias Koops. Nel 1800 Koops pubblicò un libro sulla fabbricazione della carta dalla paglia. Le sue copertine erano realizzate con carta prodotta da alberi. Il suo metodo non era come quello di Fenerty (spappolare il legno); invece, aveva semplicemente macinato il legno e fatto aderire le fibre di cellulosa. Il suo libro non menziona nulla sulla pasta di legno.
Dal 1841 (dopo aver annotato la sua idea), Keller lavorò con entusiasmo alla sua macchina per tagliare il legno. Fino ad allora aveva trascorso la maggior parte della sua vita lavorando con suo padre come tessitore e produttore di licci, ma sempre tentando di inventare tutti i tipi di macchine. Una macchina per il taglio del legno, però, divenne la sua vera passione, alla quale rimase dedito per i successivi tre anni (dal 1841 al 1844). Nel 1844 completò il suo lavoro e produsse un pezzo di carta di legno impastato dal ricavato della sua macchina per tagliare il legno. Nell'estate del 1844 inviò un campione di carta al governo tedesco, sperando di ottenere un sostegno finanziario per una macchina smerigliatrice migliorata e di sviluppare ulteriormente la fabbricazione della carta, ma senza successo. Sia Charles Fenerty che F.G. Keller iniziarono a lavorare contemporaneamente su carta a base di legno e allo stesso tempo resero pubblica la loro scoperta e scoprirono che nessuno era interessato.
Keller rimase dedito al progetto, ma poiché non riuscì a ottenere il sostegno nazionale vendette la sua invenzione a uno specialista della carta, Heinrich Voelter, per circa £ 80. Un brevetto fu concesso Nell'agosto 1845 in Sassonia, venne concesso un brevetto con entrambi i nomi (Keller e Voelter), e Voelter iniziò la produzione su larga scala. All'inizio Voelter non voleva lasciare Keller perché solo lui possedeva la conoscenza di come costruire una macchina per la molatura del legno, ma alla fine cambiò idea. Dopo il 1848 uscirono le prime macchine e nel 1852 arrivò il rinnovo del brevetto, ma Keller non aveva i soldi per rinnovare la sua quota societaria. Pertanto, Voelter divenne l'unico titolare del brevetto e continuò il lavoro, guadagnando un grande profitto, senza Keller.

## Ultimi anni
Heinrich Voelter rimase l'unico titolare del brevetto, lasciando Keller disoccupato e senza un soldo. Tuttavia, la rettificatrice per legno era stata un successo. Voelter ne aveva vendute molte in tutta Europa e nelle Americhe. Nel 1852 la carta di pasta di cellulosa macinata veniva prodotta regolarmente nello stabilimento "H. Voelter's Sons" di Heidenheim. Il "Frankenberger Intelligence and Weekly" (in Sassonia) fu il primo giornale a utilizzare l'invenzione di Keller, la carta da giornale in pasta di legno. Ci vollero un paio di decenni prima che gli stampatori di giornali e libri prendessero la decisione di utilizzare pasta di legno invece di pasta di stracci per produrre carta, ma negli anni '60 del XIX secolo il nuovo processo aveva guadagnato molta popolarità e iniziò la transizione. Alla fine del XIX secolo, pochi stampatori nel mondo occidentale usavano ancora gli stracci al posto del legno per la fabbricazione della carta. Per tutta la vita, Keller non ricevette royalty dalla sua invenzione. Tuttavia, nel 1870 ricevette, da un certo numero di produttori di carta tedeschi e altre associazioni, una piccola somma di denaro, che usò per acquistare una casa a Krippen. Verso la fine della sua vita gli fu raccolta una discreta somma di denaro, in vari paesi, sufficiente per un pensionamento senza preoccupazioni, e ricevette anche diversi premi in riconoscimento della sua invenzione.